# 겔판드 표현
함수해석학에서 겔판드 표현(이즈라일 겔판드의 이름을 따서 명명됨)은 다음 두 가지 중 하나다.
- 가환 바나흐 대수를 연속 함수의 대수로 표현하는 방법;
- 가환 C*-대수학의 경우 이 표현은 등장 동형사상이라는 사실이다.

전자의 경우 겔판드 표현을 적분 가능한 함수의 푸리에 변환의 광범위한 일반화로 볼 수 있다. 후자의 경우 겔판드-나이마크 표현 정리는 정규 연산자에 대한 스펙트럼 이론을 만드는 한 가지 방법이며, 정규 행렬을 대각화하는 개념을 일반화한다.

## 역사적 언급
겔판드의 원래 응용 중 하나(역사적으로 바나흐 대수 연구의 많은 동기를 부여한 응용)는 군 대수 {\displaystyle L^{1}({\mathbf {R} })}와 {\displaystyle \ell ^{1}({\mathbf {Z} })} 각각의 대수에서 변환이 조밀 부분 공간을 생성하는 원소들을 특성화 함으로써 유명한 노베르트 위너의 보조정리를 더욱 짧고 개념적으로 증명을 하는데 있다.

## 모델 대수학
임의의 국소 콤팩트 하우스도르프 위상 공간 {\displaystyle X}에 대해, {\displaystyle X}에서 정의된 무한대에서 영인 연속 복소 함수들의 공간 {\displaystyle C_{0}(X)}는 가환 {\displaystyle C^{*}}-대수이다:
- 복소수들에 대한 대수 구조는 덧셈과 곱셈의 점별 연산을 고려하여 얻는다.
- 인볼루션은 점별 복소 켤레이다.
- 노름은 함수에 대한 고른 노름이다.

{\displaystyle X}가 국소 콤팩트 하우스도르프인 것의 중요성은 이것이 {\displaystyle X}를 완비 정규 공간으로 바꾼다는 것이다. 그러한 공간에서 {\displaystyle X}의 모든 닫힌 부분 집합은 {\displaystyle X}에서 정의된 연속 복소 함수 족의 공통 영 집합이므로 {\displaystyle C_{0}(X)}에서 {\displaystyle X}의 위상를 복원할 수 있다.
{\displaystyle C_{0}(X)}는 {\displaystyle X}가 콤팩트인 경우에만 단위 대수이며, 이 경우 {\displaystyle C_{0}(X)}는 {\displaystyle X}에서 정의된 모든 연속 복소 함수들의 대수인 {\displaystyle C(X)}와 같다.

## 가환 바나흐 대수학의 겔판드 표현
{\displaystyle A}가 복소수 체 {\displaystyle \mathbb {C} }에 대해 정의된 가환 바나흐 대수라 하자. {\displaystyle 0}이 아닌 대수 준동형사상 (곱셈적 선형 범함수) {\displaystyle \Phi \colon A\to \mathbb {C} }는 {\displaystyle A}의 특성이라고 한다; {\displaystyle A}의 모든 특성들의 집합은 {\displaystyle \Phi _{A}}로 표시된다.
{\displaystyle A}위의 모든 특성이 표시될 수 있다.  자동으로 연속이므로 {\displaystyle \Phi _{A}}는 {\displaystyle A}에서 정의된 연속 선형 범함수 공간 {\displaystyle A^{*}}의 부분 집합이다; 게다가  약한-* 상대 위상을 부여했을 때, {\displaystyle \Phi _{A}}는 국소 콤팩트 및 하우스도르프로 밝혀졌다. (이것은 바나흐–엘러오글루 정리에 따라 그렇다.) 공간 {\displaystyle \Phi _{A}}가 콤팩트함은(방금 정의된 위상에서) 대수 {\displaystyle A}가 항등원을 가짐과 동치이다.
주어진 {\displaystyle a\in A}에 대해, 함수 {\displaystyle {\widehat {a}}(\phi )=\phi (a)}를 {\displaystyle {\widehat {a}}:\Phi _{A}\to {\mathbb {C} }}로 정의한다. {\displaystyle \Phi _{A}}의 정의와 이 위의 위상은 {\displaystyle {\widehat {a}}}가 연속이며 무한대에서 {\displaystyle 0}임을 보장한다. 사상 {\displaystyle a\mapsto {\widehat {a}}}는 {\displaystyle A}에서 {\displaystyle C_{0}(\Phi _{A})}로 가는 노름 감소 단위 보존 대수 동형 사상을 정의한다. 이 준동형사상은 {\displaystyle A}의 겔판드 표현이다. 그리고 {\displaystyle {\widehat {a}}}는 원소 {\displaystyle a}의 겔판드 변환이다. 일반적으로 표현은 단사도 전사도 아니다.
{\displaystyle A}에 항등원이 있는 경우에 {\displaystyle \Phi _{A}}와 {\displaystyle A} 안의 극대 이데알들의 집합 사이에 전단사가 있고(이것은 겔판드-마주르 정리에 의존한다). 결과적으로 겔판드 표현 {\displaystyle A\to C_{0}(\Phi _{A})}의 핵은 {\displaystyle A}의 제이콥슨 라디칼과 동일시될 수 있다. 따라서 겔판드 표현은 {\displaystyle A}가 (제이콥슨) 반단순인 경우에만 단사이다.

### 예
{\displaystyle A=L^{1}(\mathbb {R} )}인 경우에, {\displaystyle \mathbb {R} }의 군 대수, 그러면 {\displaystyle \Phi _{A}}는 {\displaystyle \mathbb {R} }과 위상동형이고 {\displaystyle f\in L^{1}(\mathbb {R} )}의 겔판드 변환은 푸리에 변환 {\displaystyle {\tilde {f}}}이다.
{\displaystyle A=L^{1}(\mathbb {R} _{+})}, {\displaystyle L^{1}}-실 반직선의 컨볼루션 대수인 경우에, {\displaystyle \Phi _{A}}는 {\displaystyle \{z\in \mathbb {C} ~\colon ~\operatorname {Re} (z)\geq 0\}}와 위상동형이고 {\displaystyle f\in L^{1}(\mathbb {R} _{+})}의 원소의 겔판드 변환은 라플라스 변환 {\displaystyle {\mathcal {L}}f}이다.

## C*-대수의 경우
동기 부여로, 특별한 경우 {\displaystyle A=C_{0}(X)}를 고려하자. 주어진 {\displaystyle x\in X}에 대해, {\displaystyle \varphi _{x}\in A^{*}}를 {\displaystyle x}에서 점별 계산이라 하자. 즉, {\displaystyle \varphi _{x}(f)=f(x)}. 그러면, {\displaystyle \varphi _{x}}는 {\displaystyle A}의 특성이며 {\displaystyle A}의 모든 특성이 이 형식임을 보일 수 있다. 더 정확한 분석은 {\displaystyle \Phi _{A}}를 {\displaystyle X}와 함께 집합 뿐만 아니라 위상 공간으로 식별할 수 있음을 보여준다. 겔판드 표현은 다음 동형사상이다:
{\displaystyle C_{0}(X)\to C_{0}(\Phi _{A}).\ }

### 가환 C*-대수학의 스펙트럼
{\displaystyle {\hat {A}}}로 표시되는 가환 {\displaystyle C^{*}}-대수 {\displaystyle A}의 스펙트럼 또는 겔판드 공간은 {\displaystyle A}에서 복소수 공간으로 가는 {\displaystyle 0}이 아닌 *- 동형사상들의 집합으로 구성된다. 스펙트럼의 원소를 {\displaystyle A}의 특성이라고 한다.({\displaystyle A}에서 복소수 공간으로 가는 모든 대수 준동형사상은 자동으로 *-동형이므로 '특성'이라는 용어의 정의는 위의 것과 일치한다. )
특히, 가환적 {\displaystyle C^{*}}-대수학의 스펙트럼은 국지적으로 콤팩트한 하우스도르프 공간이다: 유니탈 경우, 즉 {\displaystyle C^{*}}-대수가 곱셈 단위 원소 {\displaystyle 1}을 갖는 경우, 모든 문자 {\displaystyle f}는 유니탈이어야 한다. 즉, {\displaystyle f(1)}은 복소수 {\displaystyle 1}이다. 이것은 제로 동형을 제외한다. 그래서 {\displaystyle {\hat {A}}}는 약한-* 수렴에서 닫히고 스펙트럼은 실제로 콤팩트다. 단위가 아닌 경우에, {\displaystyle {\hat {A}}}의 약한 -*닫음은 {\displaystyle {\hat {A}}\cup \{0\}}이며, 여기서 {\displaystyle 0}은 제로 준동형이고 콤팩트 하우스도르프 공간에서 한 점을 제거하면 국소 콤팩트 하우스도르프 공간이 생성된다.
스펙트럼은 과중한 단어임을 주의하라. 또한 이는 단위가 {\displaystyle 1}인 대수의 원소 {\displaystyle x}의 스펙트럼 {\displaystyle \sigma (x)}, 즉 {\displaystyle x}에 대해 {\displaystyle x-r_{1}}이 {\displaystyle A}에서 가역이 아닌 복소수 {\displaystyle r}의 집합도 나타낸다. 단위 {\displaystyle C^{*}}-대수학의 경우 두 개념은 다음과 같은 방식으로 연결된다. 스펙트럼 반지름 공식과 함께 이것은 {\displaystyle {\hat {A}}}가 {\displaystyle A^{*}}의 단위 공의 부분 집합이며, 약한-* 상대 위상이 주어질 수 있음을 보여준다. 이것이 점별 수렴의 위상이다. {\displaystyle A} 스펙트럼의 원소의 그물 {\displaystyle \{f_{k}\}_{k}}는 {\displaystyle A}의 각 {\displaystyle x}에 대해 복소수 그물 {\displaystyle \{f_{k}(x)\}_{k}}가 {\displaystyle f(x)}로 수렴하는 경우에만 {\displaystyle f}로 수렴한다.
{\displaystyle A}가 분리 가능한 {\displaystyle C^{*}}-대수인 경우 약한-* 위상은 제한된 부분 집합에서 가측이다. 따라서 분리 가능한 가환 {\displaystyle C^{*}}-대수 {\displaystyle A}의 스펙트럼은 거리 공간으로 볼 수 있다. 따라서 위상은 수열의 수렴을 통해 특성화할 수 있다.
동등하게, {\displaystyle \sigma (x)}는 {\displaystyle \gamma (x)}의 치역이며, 여기서 {\displaystyle \gamma }는 겔판드 표현이다.

### 가환 겔판드-나이마크 정리
{\displaystyle A}를 가환 {\displaystyle C^{*}}-대수라고 하고 {\displaystyle X}를 {\displaystyle A}의 스펙트럼이라고 한다.
{\displaystyle \gamma :A\to C_{0}(X)}
가 위에서 정의된 겔판드 표현이라 하자.
정리. 겔판드 사상 {\displaystyle \gamma }는 {\displaystyle A}에서 {\displaystyle C_{0}(X)}로의 등장 *-동형사상이다.
아래의 아르베슨을 참조.
가환 {\displaystyle C^{*}}-대수학의 스펙트럼은 또한 헐-커널 위상를 사용하여 {\displaystyle A}의 모든 극대 이데알 {\displaystyle m}의 집합으로 볼 수 있다. (일반적인 가환 바나흐 대수 예시에 대해서는 이전 설명 참조) 이러한 {\displaystyle m}에 대해 몫 대수 {\displaystyle A/m}은 {\displaystyle 1}차원(겔판드-마주르 정리에 의해)이므로 {\displaystyle A}의 모든 {\displaystyle a}는 {\displaystyle Y}에 대한 복소 함수를 발생시킨다.
단위원이 있는 {\displaystyle C^{*}}-대수의 경우, 스펙트럼 사상은 단위 및 단위 보존 연속 *-동형사상을 갖는 가환 {\displaystyle C^{*}}-대수 범주에서 콤팩트 하우스도르프 공간 및 연속 사상 범주로 반변 함자를 발생시킨다. 이 함자는 이 두 범주 사이의 반변 동치의 절반이다(각 콤팩트 하우스도르프 공간 {\displaystyle X}에 {\displaystyle C^{*}}-대수 {\displaystyle C_{0}(X)}를 할당하는 함자가 인접함). 특히, 콤팩트 하우스도르프 공간 {\displaystyle X}와 {\displaystyle Y}가 주어지면 {\displaystyle X}가 {\displaystyle Y}와 동형인 경우에만 {\displaystyle C(X)}는 {\displaystyle C(Y)}와 동형이다({\displaystyle C^{*}}-대수).
'완전한' 겔판드–나이마크 정리는 겔판드 표현과 상당히 유사하지는 않지만 연산자의 대수학으로서 {\displaystyle A}의 구체적인 표현을 제공하는 임의의(추상적) 비가환 {\displaystyle C^{*}} 대수 {\displaystyle A}에 대한 결과이다.

## 응용
가장 중요한 응용 중 하나는 {\displaystyle C^{*}}-대수 {\displaystyle A}의 정규 원소에 대한 연속 함수 미적분의 존재이다. 원소 {\displaystyle x}는 {\displaystyle x}가 인접 원소 {\displaystyle x^{*}}와 교환하는 경우에만 정규이다. 가환 {\displaystyle C^{*}}-대수 {\displaystyle C^{*}(x)}에 적용된 겔판드 동형사상에 의해 이것은 국소 콤팩트 공간에서 연속 함수의 대수에 대해 *-동형이다. 이 관찰은 거의 즉시 다음으로 이어진다.
정리. {\displaystyle A}를 항등원을 갖는 {\displaystyle C^{*}}-대수라고 하고 {\displaystyle x}를 {\displaystyle A}의 정규 원소로 두자. 그러면, 스펙트럼 {\displaystyle \sigma (x)}에서 {\displaystyle A}로의 연속 함수의 대수로부터 다음과 같은 *-사상 {\displaystyle f\rightarrow f(x)}가 존재한다.
- {\displaystyle 1}을 {\displaystyle A}의 곱셈 항등식에 사상한다.
- 스펙트럼의 항등 함수를 {\displaystyle x}에 사상한다.

이를 통해 힐베르트 공간의 유계 정규 연산자에 연속 함수를 적용할 수 있다.

## 참조
- Arveson, W. (1981). 《An Invitation to C*-Algebras》. Springer-Verlag. ISBN 0-387-90176-0.
- Bonsall, F. F.; Duncan, J. (1973). 《Complete Normed Algebras》. New York: Springer-Verlag. ISBN 0-387-06386-2.
- Conway, J. B. (1990). 《A Course in Functional Analysis》. Graduate Texts in Mathematics 96. Springer Verlag. ISBN 0-387-97245-5.
- Wiener, N. (1932). “Tauberian theorems”. 《Ann. of Math.》. II (Annals of Mathematics) 33 (1): 1–100. doi:10.2307/1968102. JSTOR 1968102.